# Târlișua
Târlișua is een Roemeense gemeente in het district Bistrița-Năsăud.
Târlișua telt 3643 inwoners.